# Grand Prix automobile du Portugal 2020
GP précédent GP suivant
Le Grand Prix automobile du Portugal 2020 (Formula 1 Heineken Grande Prémio de Portugal 2020) disputé le 25 octobre 2020 sur le circuit de Portimão (officiellement appelé Autódromo Internacional do Algarve), est la 1030e épreuve du championnat du monde de Formule 1 courue depuis 1950. Il s'agit de la dix-septième édition du Grand Prix du Portugal comptant pour le championnat du monde de Formule 1, et de la douzième manche du championnat 2020.
La pandémie de Covid-19 ayant totalement chamboulé le calendrier de la saison 2020, la Formule 1 se rend pour la première fois au Portugal depuis 24 ans et la dernière édition du Grand Prix en 1996, mais sur un nouveau circuit qui, lui, n'a accueilli la Formule 1 que pour des journées de tests et qui obtenu la certification FIA « Grade 1 » (apte à être l'hôte de courses de F1) en avril 2020. Portimão devient le 73e circuit utilisé dans le cadre du championnat du monde de Formule 1. 
Si Valtteri Bottas domine toutes les séances d'essais libres, la deuxième phase des qualifications et détient encore le meilleur temps en fin de Q3, son coéquipier Lewis Hamilton a le dernier mot pour le gain de sa neuvième pole position de la saison, la 97e de sa carrière. En effet, le Britannique se ménage un deuxième tour rapide consécutif lors de sa dernière tentative qui lui permet de battre son voisin de garage qui n'a, pour sa part, pas jugé utile de continuer son effort. Les quatre premiers sur la grille de départ sont les mêmes que lors de la course précédente sur le Nürburgring, avec la neuvième première ligne occupée cette année par les Mercedes W11 et une deuxième ligne où Max Verstappen part devant Charles Leclerc. Ils sont suivis par Sergio Pérez, plus rapide qu'Alexander Albon de quelques millièmes de seconde, alors que les McLaren MCL35 colorent en orange la quatrième ligne avec Carlos Sainz et Lando Norris. Pierre Gasly et Daniel Ricciardo occupent la cinquième ligne. Le revêtement exceptionnellement lisse de la piste portugaise vallonnée entraîne une difficulté à faire monter les pneumatiques en température, d'où le choix tactique de Lewis Hamilton d'enchaîner deux tours rapides d'affilée avec les mêmes gommes medium, et pose un problème insoluble à Sebastian Vettel, dernier de la Q2 et qui s'élance quinzième.
Après sa huitième victoire de la saison et le traditionnel « Get in there, Lewis! » prononcé par son ingénieur Pete Bonnigton durant son tour d'honneur, Lewis Hamilton entend la voix de Toto Wolff : « Ninety-two Lewis, ninety-two ». Descendu de sa voiture, il déclare : « Quand j'ai signé pour Mercedes en 2013, je ne savais pas à quoi m'attendre ». 71 victoires pour l'écurie allemande plus tard, auxquelles s'ajoutent les 21 remportées avec McLaren entre 2007 et 2012, il devient l'unique détenteur du record de victoires en Formule 1, 354 courses et 14 saisons après le 91e succès de Michael Schumacher qui s'était notamment imposé 72 fois sur Ferrari. Hamilton compte désormais autant de victoires qu' Alain Prost (51) et Ayrton Senna (41) réunis. 
Le Britannique établit ce record historique avec panache en repoussant son coéquipier à plus de vingt-cinq secondes sur la ligne d'arrivée de son 262e Grand Prix et en réalisant le record du tour pour obtenir le 18e Hat trick de sa carrière. Sans aucune chance de pouvoir contrarier les Flèches d'Argent, Max Verstappen termine troisième, à trente-quatre secondes, pour son neuvième podium de la saison ; il s'agit du douzième podium où figurent les deux pilotes Mercedes et celui de la Red Bull. Quatrième et dernier pilote dans le même tour que le vainqueur, mais repoussé à plus d'une minute, Charles Leclerc, après un début de course difficile, termine à la même position que sur la grille de départ, et obtient son meilleur résultat en sept courses. 
À l'extinction des feux, alors qu'une fine pluie fait son apparition, tout se joue entre les pilotes chaussés de pneumatiques medium et ceux qui partent en gommes tendres. Carlos Sainz dépasse aisément les Mercedes (Bottas devant Hamilton qui s'est élancé prudemment) et roule en tête durant cinq tours. Tandis que Charles Leclerc perd quatre places, Kimi Räikkönen réalise deux premiers tours extraordinaires en dépassant dix pilotes et se retrouve sixième ; Verstappen et Pérez s'accrochent dans le premier tour, mais sans dommage pour leurs monoplaces si ce ne sont deux places perdues pour le Néerlandais et l'obligation pour le Mexicain de retourner au stand. Il en ressort dernier puis anime le peloton en entamant une belle remontée qui lui vaudra d'être élu pilote du jour. Les choses rentrent dans l'ordre au fur et à mesure que les gommes jaunes arrivent à bonne température, Bottas et Hamilton dépassent le pilote McLaren ; le Finlandais occupe la première place puis son coéquipier, à l'aide de son aileron arrière mobile, ne lui laisse aucune chance dans la vingtième boucle : il prend le commandement jusqu'au bout des soixante-six tours, creusant peu à peu, à coup de record du tour, un écart impressionnant sur l'autre W11. Leclerc remonte et roule en troisième position jusqu'à son changement de pneus, au trente-cinquième tour, laissant définitivement la troisième marche du podium à Verstappen. Parti neuvième, Pierre Gasly réalise de nombreux dépassements, dont le dernier à l'extérieur du premier virage sur Sergio Pérez à trois boucles de l'arrivée, pour terminer cinquième, son meilleur résultat de la saison après sa victoire à Monza. Sainz prend également le meilleur sur le Mexicain dans l'avant-dernier tour pour marquer les huit points de la sixième place. Les Renault finissent derrière, Esteban Ocon huitième devant Daniel Ricciardo tandis que Sebastian Vettel résiste à Raïkkönen pour le dernier point en jeu. Les multiples choix de pneus, leurs différences d'efficacité et leur tenue dans le temps ont permis d'animer constamment ce Grand Prix avec des bagarres et des dépassements à tous les étages.  
À l'issue du Grand Prix, Lewis Hamilton l'emporte sur un vingt-huitième circuit (cette saison, il a ajouté le Mugello et Portimão à sa collection) : il n'y a pas un circuit du championnat sur lequel il ne s'est pas imposé, ce qui constitue un record. Avec 256 points, à cinq Grand Prix de la fin, il possède une avance de 77 points (l'équivalent de trois victoires) sur Valtteri Bottas (179 points), réalisant un nouveau pas important vers un septième titre mondial. Max Verstappen (162 points) reste lui aussi encore en mesure de poursuivre sa lutte pour le gain du championnat. Daniel Ricciardo est toujours quatrième (80 points) tandis que Charles Leclerc gagne trois places et pointe au cinquième rang (75 points), juste devant Sergio Pérez (74 points). Lando Norris (65 points), Alexander Albon (64 points) et Pierre Gasly (63 points) se tiennent dans un mouchoir de poche de la septième à la neuvième place. Carlos Sainz, dixième avec 59 points, devance de peu Lance Stroll (57 points). Chez les constructeurs, seul Red Bull (226 points) peut encore empêcher Mercedes (435 points) d'obtenir un septième titre mondial consécutif. Racing Point (126 points), McLaren (124 points), Renault (120 points) et Ferrari (93 points) sont encore en lice pour une place sur le podium ; suivent Alpha Tauri, septième avec 77 points, Alfa Romeo (5 points) et Haas (3 points).

## Contexte avant la course

### Nouvelles restrictions liées au Covid-19
Pour le retour de la Formule 1 au Portugal pour la première fois depuis 1996, le circuit de Portimão espérait accueillir 50 000 spectateurs par jour mais doit revoir ses ambitions à la baisse en raison d'une nouvelle vague de Covid-19 ; un Grand Prix à huis clos est même un temps évoqué par les autorités sanitaires.
La nouvelle jauge approuvée par les autorités locales est fixée à 27 500 spectateurs par jour. Alors que 46 000 billets ont déjà été vendus pour la course, tous ceux valables pour des zones d'admission générale sans tribune spécifique ont été annulés. Le promoteur du Grand Prix, Paulo Pinheiro, se justifie ainsi : « Comme on le sait, le Portugal a vu les mesures de lutte contre la pandémie de Covid-19 augmenter la semaine dernière, comme déterminé par le gouvernement, avec une série de mesures restrictives supplémentaires prenant effet sur le territoire national. En conséquence de ces nouvelles mesures, les autorités sanitaires et administratives ont également déterminé de nouvelles limitations et interdictions concernant la présence du public au Grand Prix du Portugal, à savoir une nouvelle diminution du nombre total de spectateurs autorisés. Nous aimerions beaucoup que le moment présent soit différent, afin que tout se passe différemment, mais nous devons nous adapter aux situations, telles qu'elles nous arrivent, et les résoudre dans les limites des possibilités qui sont à notre portée. »

### Racing Point critiqué pour sa gestion du Covid-19
Racing Point, dont les deux pilotes ont été testés positifs au coronavirus cette saison, fait l'objet de critiques après le forfait de Lance Stroll au Nürburgring. Sergio Pérez est le premier membre d'une équipe de Formule 1 touché par le virus durant l'été, au point de manquer les deux courses organisées sur le circuit de Silverstone. Lance Stroll a également été testé positif et a souffert de symptômes du Covid-19 alors qu'il se trouvait dans le paddock du Nürburgring lors du Grand Prix de l'Eifel. Lawrence Stroll, copropriétaire de l'écurie et père du pilote, a aussi été positif au coronavirus en même temps que son fils. S'il n'était pas présent au Grand Prix, il a croisé son fils dans leur domicile de Genève,,,,. 
Aucun autre cas n'a été décelé à ce jour au sein de l'écurie qui assure avoir pris toutes les précautions nécessaires. Otmar Szafnauer déclare : « Tous les membres de l'équipe Racing Point présents au Grand Prix de l'Eifel sont rentrés au Royaume-Uni via un vol spécialement affrété et ont été testés négatifs à leur arrivée puis à nouveau au moment du dépistage pré-événement pour le Grand Prix du Portugal. »
Le journaliste Chris Medland s'étonne de la légèreté avec laquelle la situation a été gérée par Racing Point, même si le protocole recommandé par la FIA a été respecté : « Lance souffrait visiblement des symptômes du Covid dès le jeudi au Nürburgring alors qu'il se trouvait dans le paddock. Son attitude et celle de son équipe est irresponsable car il n'a pas été isolé tout de suite, ni testé avant son retour chez lui. » Zak Brown, le directeur exécutif de McLaren, condamne également le comportement de Racing Point : « J'ai entendu Racing Point dire qu'ils testent plus que n'importe quelle entreprise sur cette planète. Je ne sais pas comment vous pouvez dire ça. Tout ce que je sais, c'est que lorsque l'on a eu notre cas, en Australie, on l'a communiqué très vite à tout le monde et c'est exactement ce que Mercedes a fait lorsqu'ils ont eu leurs incidents. Il semble qu’il n'y ait pas eu de transparence immédiate et pour une entité qui teste autant qu'ils le font, je sais que nous testerions quotidiennement toute personne qui ne se sent pas bien pour nous assurer qu'ils sont en forme. » Andreas Seidl, le directeur de l'écurie McLaren explique pour sa part qu'une partie du personnel de l'équipe est maintenue en réserve à l'usine en cas de cluster dans le paddock : « En tant qu'équipe, nous serions en mesure de remplacer un certain nombre de personnes et de postes mais il est également clair qu'il y a une limite à ce que l'on peut faire tout en restant opérationnel en tant qu'équipe de course. Jusqu'à présent, nous avons eu de la chance et nous n'avons pas encore eu d'épidémie de notre côté. Espérons qu'il en restera de même avec tous les protocoles que nous avons mis en place. Dès la première course, nous avons mis en place des procédures et des politiques très strictes au sein de notre équipe en suivant également les directives en vigueur du côté de la FIA. Nous avons maintenant pris d'autres mesures pour le Portugal encore, en séparant encore plus les personnes dans la mesure du possible, dans les bureaux et les garages. Nous avons également pris des mesures supplémentaires avec les pilotes pour les séparer encore plus de l'équipe pendant le weekend de course. »
Les révélations de Racing Point soir interrogent sur les protocoles mis en place par la FIA pour gérer le temps d'incubation (le laps de temps où une personne ne ressort pas encore positive au test mais peut déjà contaminer d'autres personnes). À la suite de cette polémique, le protocole de la FIA a été modifié, avec l'introduction d'un test supplémentaire réalisé au plus tôt, (non plus de 24 heures après l'entrée dans toute zone de haute densité). Le protocole a également été adapté pour garantir que tout membre d'une équipe qui se rend au Paddock Club, l'espace dédié au marketing et à l'accueil des invités de marque (réintroduit à l'occasion du Grand Prix du Portugal), ne puisse pas retourner dans le paddock lui-même : les équipes doivent désormais faire appel à du personnel spécialement dédié au Paddock Club,,.
Racing Point, soupçonnée d'avoir manqué aux obligations des protocoles du Code de conduite de la FIA concernant le Covid-19 établi avant la saison en ne rapportant pas immédiatement le résultat du test positif de Lance Stroll, va, en conséquence, être officiellement avertie par la FIA.

### Vitaly Petrov pilote-référent pour les commissaires sportifs

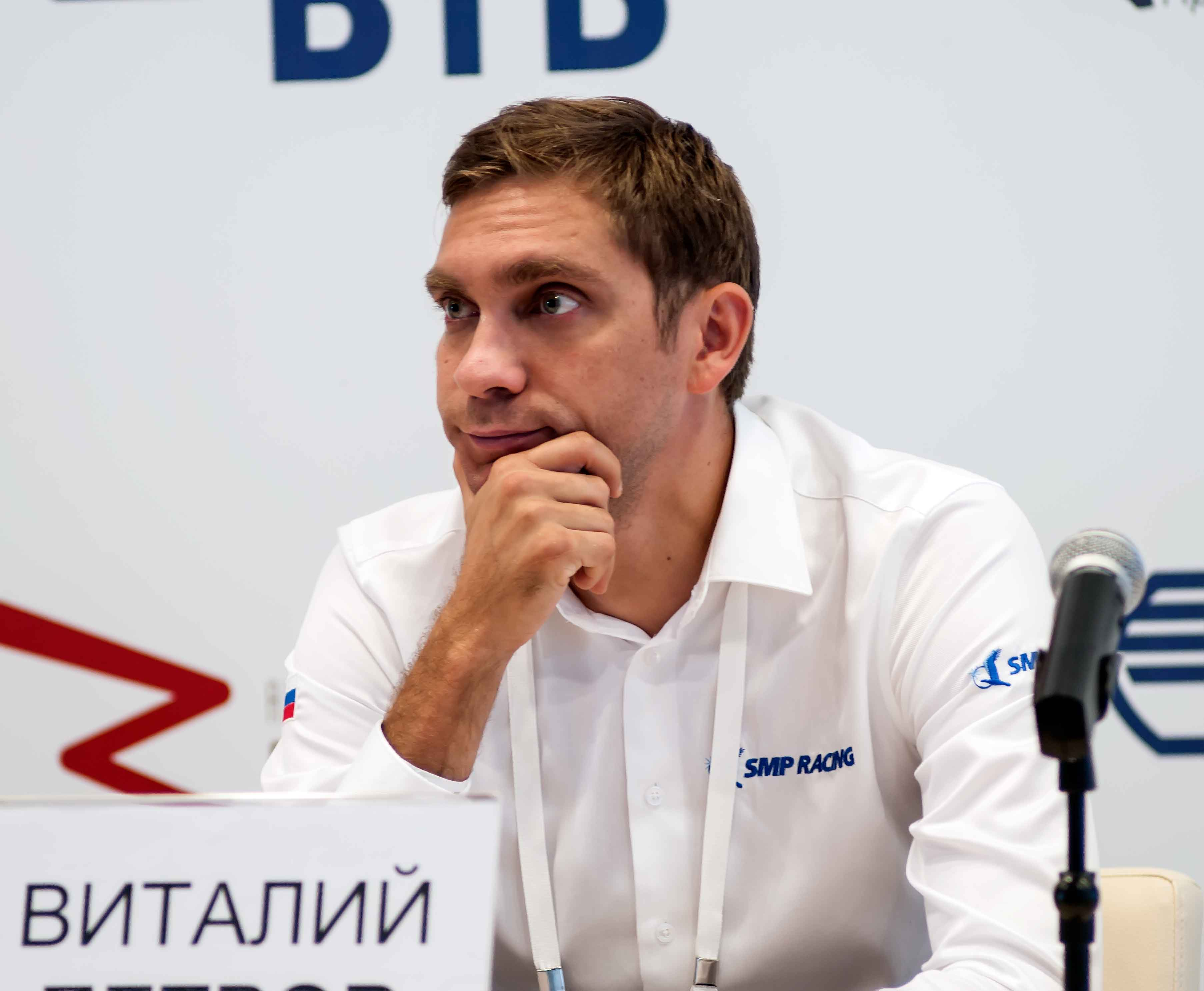
Vitaly Petrov en 2017.

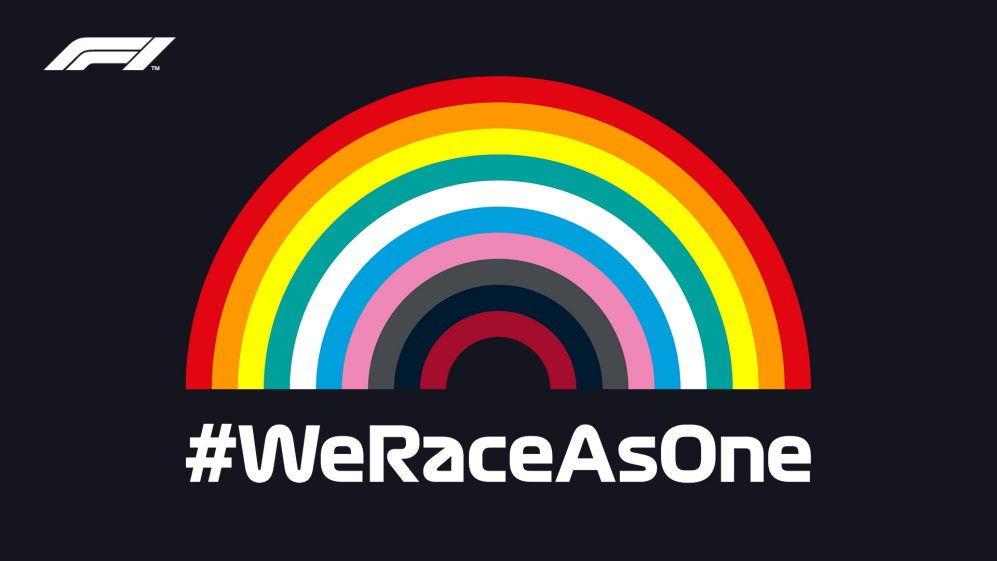
L'arc en ciel We are one, assimilé par Petrov au mouvement LGBT.

Lewis Hamilton émet des réserves quant au choix de la Fédération internationale de l'automobile de nommer Vitaly Petrov pilote-référent pour les commissaires sportifs pour le Grand Prix du Portugal. Le Russe a en effet critiqué le soutien de Hamilton au mouvement Black Lives Matter et demandé si les pilotes ne cherchaient pas à rejoindre un mouvement gay avec l'arc en ciel We are one présent sur les monoplaces depuis le début de la saison. Hamilton déclare : « Je n'ai pas lu tout ce qu’il a dit mais oui, c'est une surprise d'embaucher quelqu'un à ce poste, avec ces croyances alors que nous tentons de combattre tout ça. Vous devriez signaler ça à la FIA, pas à moi, je ne peux rien y faire. Nous devons vraiment inclure les gens qui sont en mouvement avec notre époque, des gens qui comprennent ce que ce monde traverse et qui sont sensibles aux problèmes qui nous entourent. Je ne sais pourquoi Petrov est là, ce n’est pas comme s'ils n'avaient pas d’autres options. »
Valtteri Bottas, l'équipier d'Hamilton soutient cette prise de position : « Ce genre de choses me choque. Je n'ai pas le détail des propos de Petrov mais ça a l'air dur. Je suis dans le même état d'esprit que Lewis : nous devons tous avoir le même état d'esprit pour lutter contre ces idées. »
La Fédération internationale de l'automobile défend son choix en insistant sur le fait que l'instance dirigeante ne fait « pas de discrimination sur la base de vues exprimées en dehors de ces fonctions de commissaire de la FIA, à condition qu'une telle expression ne contredit pas les règles et le code d'éthique de la FIA. La FIA nomme des pilotes-commissaires possédant l'expérience et l'expertise pertinentes en Formule 1 pour assumer cette fonction au plus haut niveau, et qui ont exprimé leur intérêt à la FIA pour ce poste. » Jean Todt, président de la FIA, interrogé sur l'activisme de Lewis Hamilton, suggère que le Britannique doit prendre garde à ne pas aller trop loin : « Je respecte quiconque veut se battre pour ses convictions. L'important est de le faire de la bonne manière et au bon moment. C'est comme conduire une voiture à la limite. »
Après avoir officié vendredi et samedi, Petrov abandonne son rôle et quitte le circuit après l'annonce de la mort de son père en Russie ; élu de la ville de Vyborg, Alexander Petrov a été retrouvé mort, probablement assassiné. La FIA confirme : « En raison d'un deuil personnel, Vitaly Petrov, commissaire-pilote du Grand Prix du Portugal 2020, ne poursuivra pas ses activités pour le reste du weekend. Les pensées de la FIA sont tournées vers Vitaly et sa famille en cet instant. » Vitaly Petrov est remplacé le dimanche par le Portugais Bruno Correia, pilote de la voiture de sécurité en Formule E ainsi qu'en WTCR,,.

## Pneus disponibles
| Pneus pour piste sèche | Pneus pour piste sèche | Pneus pour piste sèche | Pneus pluie    | Pneus pluie |
| ---------------------- | ---------------------- | ---------------------- | -------------- | ----------- |
| Durs (Type C1)         | Médiums (Type C2)      | Tendres (Type C3)      | Intermédiaires | Pluie       |

## Essais libres

### Première séance, le vendredi de 11 h à 12 h 30
| Pos. | Pilote           | Voiture         | Chrono         | Écart     |
| ---- | ---------------- | --------------- | -------------- | --------- |
| 1    | Valtteri Bottas  | Mercedes        | 1 min 18 s 410 |           |
| 2    | Lewis Hamilton   | Mercedes        | 1 min 18 s 749 | + 0 s 781 |
| 3    | Max Verstappen   | Red Bull-Honda  | 1 min 19 s 191 | + 0 s 899 |
| 4    | Charles Leclerc  | Ferrari         | 1 min 19 s 309 | + 0 s 955 |
| 5    | Alexander Albon  | Red Bull-Honda  | 1 min 19 s 365 | + 0 s 955 |
| 6    | Carlos Sainz Jr. | McLaren-Renault | 1 min 19 s 441 | + 1 s 031 |

### Deuxième séance, le vendredi de 15 h à 16 h 30
| Pos. | Pilote           | Voiture         | Chrono         | Écart     |
| ---- | ---------------- | --------------- | -------------- | --------- |
| 1    | Valtteri Bottas  | Mercedes        | 1 min 17 s 940 |           |
| 2    | Max Verstappen   | Red Bull-Honda  | 1 min 18 s 535 | + 0 s 595 |
| 3    | Lando Norris     | McLaren-Renault | 1 min 18 s 743 | + 0 s 803 |
| 4    | Charles Leclerc  | Ferrari         | 1 min 18 s 838 | + 0 s 898 |
| 5    | Carlos Sainz Jr. | McLaren-Renault | 1 min 19 s 113 | + 1 s 173 |
| 6    | Sebastian Vettel | Ferrari         | 1 min 19 s 175 | + 1 s 235 |

- Cette séance est interrompue deux fois au drapeau rouge ; la première interruption est provoquée par la casse du moteur Honda de l'AlphaTauri AT01 de Pierre Gasly qui provoque l'incendie de la monoplace au bord de la piste, la seconde après un accrochage entre Max Verstappen et Lance Stroll au premier virage, à huit minutes de la fin[22],[23],[24].

### Troisième séance, le samedi de 12 h à 13 h
| Pos. | Pilote          | Voiture          | Chrono         | Écart     |
| ---- | --------------- | ---------------- | -------------- | --------- |
| 1    | Valtteri Bottas | Mercedes         | 1 min 16 s 654 |           |
| 2    | Lewis Hamilton  | Mercedes         | 1 min 16 s 680 | + 0 s 026 |
| 3    | Max Verstappen  | Red Bull-Honda   | 1 min 16 s 812 | + 0 s 158 |
| 4    | Pierre Gasly    | AlphaTauri-Honda | 1 min 16 s 930 | + 0 s 276 |
| 5    | Alexander Albon | Red Bull-Honda   | 1 min 17 s 117 | + 0 s 463 |
| 6    | Charles Leclerc | Ferrari          | 1 min 17 s 229 | + 0 s 575 |

- La séance est interrompue sur drapeau rouge à une minute de la fin, après que Sebastian Vettel, au volant de la SF1000, a arraché une grille d'évacuation d'égout, saillante à l'extérieur du virage no 14. Cet incident déclenche une inspection complète du circuit avant les qualifications[26],[27].

## Séance de qualifications

### Résultats des qualifications
| Pos.                                                                                      | Pilote             | Écurie                    | Qualifications 1 | Qualifications 2 | Qualifications 3 |
| ----------------------------------------------------------------------------------------- | ------------------ | ------------------------- | ---------------- | ---------------- | ---------------- |
| 1                                                                                         | Lewis Hamilton     | Mercedes                  | 1 min 16 s 828   | 1 min 16 s 824   | 1 min 16 s 652   |
| 2                                                                                         | Valtteri Bottas    | Mercedes                  | 1 min 16 s 945   | 1 min 16 s 466   | 1 min 16 s 754   |
| 3                                                                                         | Max Verstappen     | Red Bull-Honda            | 1 min 16 s 879   | 1 min 17 s 038   | 1 min 16 s 904   |
| 4                                                                                         | Charles Leclerc    | Ferrari                   | 1 min 17 s 421   | 1 min 17 s 367   | 1 min 17 s 090   |
| 5                                                                                         | Sergio Pérez       | Racing Point-BWT Mercedes | 1 min 17 s 370   | 1 min 17 s 129   | 1 min 17 s 223   |
| 6                                                                                         | Alexander Albon    | Red Bull-Honda            | 1 min 17 s 435   | 1 min 17 s 411   | 1 min 17 s 437   |
| 7                                                                                         | Carlos Sainz Jr.   | McLaren-Renault           | 1 min 17 s 627   | 1 min 17 s 183   | 1 min 17 s 520   |
| 8                                                                                         | Lando Norris       | McLaren-Renault           | 1 min 17 s 547   | 1 min 17 s 321   | 1 min 17 s 525   |
| 9                                                                                         | Pierre Gasly       | AlphaTauri-Honda          | 1 min 17 s 209   | 1 min 17 s 367   | 1 min 17 s 803   |
| 10                                                                                        | Daniel Ricciardo   | Renault                   | 1 min 17 s 621   | 1 min 17 s 481   | Pas de temps     |
| 11                                                                                        | Esteban Ocon       | Renault                   | 1 min 17 s 775   | 1 min 17 s 614   |                  |
| 12                                                                                        | Lance Stroll       | Racing Point-BWT Mercedes | 1 min 17 s 667   | 1 min 17 s 626   |                  |
| 13                                                                                        | Daniil Kvyat       | AlphaTauri-Honda          | 1 min 17 s 841   | 1 min 17 s 728   |                  |
| 14                                                                                        | George Russell     | Williams-Mercedes         | 1 min 17 s 931   | 1 min 17 s 788   |                  |
| 15                                                                                        | Sebastian Vettel   | Ferrari                   | 1 min 17 s 446   | 1 min 17 s 919   |                  |
| 16                                                                                        | Kimi Räikkönen     | Alfa Romeo-Ferrari        | 1 min 18 s 201   |                  |                  |
| 17                                                                                        | Antonio Giovinazzi | Alfa Romeo-Ferrari        | 1 min 18 s 323   |                  |                  |
| 18                                                                                        | Romain Grosjean    | Haas-Ferrari              | 1 min 18 s 364   |                  |                  |
| 19                                                                                        | Kevin Magnussen    | Haas-Ferrari              | 1 min 18 s 508   |                  |                  |
| 20                                                                                        | Nicholas Latifi    | Williams-Mercedes         | 1 min 18 s 777   |                  |                  |
| Temps minimal à réaliser pour la qualification : 1 min 22 s 205 (107 % de 1 min 16 s 828) |                    |                           |                  |                  |                  |

- Lors de la dernière session d'essais libres, Sebastian Vettel a arraché un morceau de grille d'évacuation d'égout en bord de piste, provoquant le déploiement du drapeau rouge à quelques minutes du terme. À la suite de cet incident, la direction de course procède à une inpection du circuit et effectuer des travaux pour éviter que d'autres grilles ne se dressent au passage des monoplaces. Un quart d'heure avant minutes le lancement théorique des qualifications, des travaux sont encore en cours sous la supervision du directeur de course Michael Masi ; la séance est alors repoussée d'une demi-heure[29],[30].

- Michael Masi a ensuite donné des précisions sur l'incident : « Ce n'était pas vraiment la grille d'évacuation en elle-même, c'est en fait tout l'ensemble en dessous qui s'est écroulé. C'est quelque chose que nous n'avions jamais vraiment vu auparavant, un souci de cette nature. Nous avons donc vérifié toutes les autres grilles avec tous les officiels autour du circuit, c'était la manière la plus efficace d'agir. Quelques autres fissures ont été identifiées et réparées immédiatement. À l'endroit où se trouvait la grille au virage no 14, une réparation a été entreprise en plaçant un tuyau en plastique et en ajoutant du béton, qu'il a fallu faire sécher le plus vite possible. C'est ce qui a provoqué un léger retard des qualifications mais dans ces circonstances, il était préférable de le faire et de tout vérifier[31]. »

## Course

### Classement de la course
| Pos. | no | Pilote             | Écurie                    | Tours | Temps/Abandon                       | Grille | Points |
| ---- | -- | ------------------ | ------------------------- | ----- | ----------------------------------- | ------ | ------ |
| 1    | 44 | Lewis Hamilton     | Mercedes                  | 66    | 1 h 29 min 56 s 828 (204,671 km/h)  | 1      | 25 + 1 |
| 2    | 77 | Valtteri Bottas    | Mercedes                  | 66    | + 25 s 592                          | 2      | 18     |
| 3    | 33 | Max Verstappen     | Red Bull-Honda            | 66    | + 34 s 508                          | 3      | 15     |
| 4    | 16 | Charles Leclerc    | Ferrari                   | 66    | + 1 min 05 s 312                    | 4      | 12     |
| 5    | 10 | Pierre Gasly       | AlphaTauri-Honda          | 65    | + 1 tour                            | 9      | 10     |
| 6    | 55 | Carlos Sainz Jr.   | McLaren-Renault           | 65    | + 1 tour                            | 7      | 8      |
| 7    | 11 | Sergio Pérez       | Racing Point-BWT Mercedes | 65    | + 1 tour                            | 5      | 6      |
| 8    | 31 | Esteban Ocon       | Renault                   | 65    | + 1 tour                            | 11     | 4      |
| 9    | 3  | Daniel Ricciardo   | Renault                   | 65    | + 1 tour                            | 10     | 2      |
| 10   | 5  | Sebastian Vettel   | Ferrari                   | 65    | + 1 tour                            | 15     | 1      |
| 11   | 7  | Kimi Räikkönen     | Alfa Romeo-Ferrari        | 65    | + 1 tour                            | 16     |        |
| 12   | 23 | Alexander Albon    | Red Bull-Honda            | 65    | + 1 tour                            | 6      |        |
| 13   | 4  | Lando Norris       | McLaren-Renault           | 65    | + 1 tour                            | 8      |        |
| 14   | 63 | George Russell     | Williams-Mercedes         | 65    | + 1 tour                            | 14     |        |
| 15   | 99 | Antonio Giovinazzi | Alfa Romeo-Ferrari        | 65    | + 1 tour                            | 17     |        |
| 16   | 20 | Kevin Magnussen    | Haas-Ferrari              | 65    | + 1 tour                            | 19     |        |
| 17   | 8  | Romain Grosjean    | Haas-Ferrari              | 65    | + 1 tour (dont 5 s de pénalité)     | 18     |        |
| 18   | 6  | Nicholas Latifi    | Williams-Mercedes         | 64    | + 2 tours                           | 20     |        |
| 19   | 26 | Daniil Kvyat       | AlphaTauri-Honda          | 64    | + 2 tours                           | 13     |        |
| Abd. | 18 | Lance Stroll       | Racing Point-BWT Mercedes | 51    | Dommages à la suite d'une collision | 12     |        |

### Pole position et record du tour
- Pole position :  Lewis Hamilton (Mercedes) en 1 min 16 s 652 (218,531 km/h)[33].
- Meilleur tour en course :  Lewis Hamilton (Mercedes) en 1 min  18 s 750 (212,709 km/h) au soixante-troisième tour ; vainqueur de la course, il remporte le point bonus associé au meilleur tour en course[34].

### Tours en tête
- Lewis Hamilton (Mercedes) : 46 tours (20-40 / 42-66)[35]
- Valtteri Bottas (Mercedes) : 16 tours (1 / 6-19 / 41)
- Carlos Sainz Jr. (McLaren) : 4 tours (2-5)

## Classements généraux à l'issue de la course
| Pos. | Pilote             | Écurie                    | Points |
| ---- | ------------------ | ------------------------- | ------ |
| 1    | Lewis Hamilton     | Mercedes                  | 256    |
| 2    | Valtteri Bottas    | Mercedes                  | 179    |
| 3    | Max Verstappen     | Red Bull-Honda            | 162    |
| 4    | Daniel Ricciardo   | Renault                   | 80     |
| 5    | Charles Leclerc    | Ferrari                   | 75     |
| 6    | Sergio Pérez       | Racing Point-BWT Mercedes | 74     |
| 7    | Lando Norris       | McLaren-Renault           | 65     |
| 8    | Alexander Albon    | Red Bull-Honda            | 64     |
| 9    | Pierre Gasly       | AlphaTauri-Honda          | 63     |
| 10   | Carlos Sainz Jr.   | McLaren-Renault           | 59     |
| 11   | Lance Stroll       | Racing Point-BWT Mercedes | 57     |
| 12   | Esteban Ocon       | Renault                   | 40     |
| 13   | Sebastian Vettel   | Ferrari                   | 18     |
| 14   | Daniil Kvyat       | AlphaTauri-Honda          | 14     |
| 15   | Nico Hülkenberg    | Racing Point-BWT Mercedes | 10     |
| 16   | Antonio Giovinazzi | Alfa Romeo-Ferrari        | 3      |
| 17   | Kimi Räikkönen     | Alfa Romeo-Ferrari        | 2      |
| 18   | Romain Grosjean    | Haas-Ferrari              | 2      |
| 19   | Kevin Magnussen    | Haas-Ferrari              | 1      |

| Pos. | Écurie                    | Points |
| ---- | ------------------------- | ------ |
| 1    | Mercedes                  | 435    |
| 2    | Red Bull-Honda            | 226    |
| 3    | Racing Point-BWT Mercedes | 126    |
| 4    | McLaren-Renault           | 124    |
| 5    | Renault                   | 120    |
| 6    | Ferrari                   | 93     |
| 7    | AlphaTauri-Honda          | 77     |
| 8    | Alfa Romeo-Ferrari        | 5      |
| 9    | Haas-Ferrari              | 3      |

## Statistiques
Le Grand Prix du Portugal 2020 représente :
- la 97e pole position de Lewis Hamilton, sa neuvième de la saison[38] ;
- la 92e victoire de Lewis Hamilton, sa huitième depuis le début de la saison[39] ;
- le 18e hat trick de Lewis Hamilton[40] ;
- la 112e victoire de Mercedes en tant que constructeur[41] ;
- la 198e victoire de Mercedes en tant que motoriste[42] ;
- le 57e doublé de Mercedes Grand Prix[43].

Au cours de ce Grand Prix :
- Avec 92 succès, Lewis Hamilton devient le nouveau recordman de victoires en Grand Prix, devant Michael Schumacher[44] ;
- Max Verstappen passe la barre des 1 100 points inscrits en Formule 1 (1 110 points inscrits)[45] ;
- Sergio Pérez est élu « Pilote du jour » à l'issue d'un vote organisé sur le site officiel de la Formule 1[46] ;
- Vitaly Petrov (57 départs en Grands Prix entre 2010 et 2012, 1 podium, 1 meilleur tour, 64 points inscrits, troisième des 24 Heures du Mans 2019) est nommé conseiller par la FIA pour aider dans leurs jugements le groupe des commissaires de course[47]. Il doit abandonner son poste avant la course, retournant précipitamment en Russie après l'assassinat de son père Alexandr Petrov et est remplacé au pied levé par le Portugais Bruno Correia, présent à Portimão et officiant habituellement comme pilote de la voiture de sécurité en Formule E[16],[48].